# Fun Lovin’ Criminals
A Fun Lovin' Criminals egy New York-i alternatív rock zenekar, számaikban gyakran ötvöződnek a hiphop, a blues, a rock és a jazz elemei. Dalaik New York és általában a nagyvárosok mindennapi életével foglalkoznak.

## Történet
Az együttes 1993-ban alakult, amikor  Huey Morgan (gitár, ének) a New York-i Limelight bárban együtt dolgozott a zenei multitalentum Fasttel és az együttes első dobosával, Steve-vel.
A legelső fellépéseik is az imént említett szórakozóhelyen zajlottak le. Zenei stílusukat nehéz meghatározni egyetlen szóval, hiphop, funk, rock, blues elemekből építkezve egy egyedi, különleges zenei élményben részesítik hallgatóságukat.
Dalaik nagy része  New York utcáin lezajló eseményekről, az ott élő emberekről szólnak.
Átütő sikert a Come find Yourself lemezről a Scooby Snack  hozta, melyben részletek hallhatók Quentin Tarantino több filmjéből, így a Ponyvaregényből is.
A 100% Colombian-t sokan az együttes pályafutásának  csúcspontjaként tartják számon, a lemez utolsó dalát, a blues koronázatlan királya, B. B. King közreműködésével készítették el.
A következő sorlemezük megjelenése előtt a New York-i „kedves bűnözők” élőben zenéltek a Sziget színpadán, ahol jópár számot eljátszottak  a Welcome to the Poppy's-ról.
Azóta még háromszor léptek fel Magyarországon, 2004. március 9-én a Petőfi Csarnokban és augusztusban a Szigeten.
2004. augusztus 8-án  a Szigeten, pont Huey születésnapján léptek fel.
A nevezetes dátumra a koncert utolsó felében  Fast hivta fel a figyelmet, egy  rögtönzött Happy Birthday-jel köszöntötték fel barátjukat. Huey értékelte a szerényke ünneplést, hangján érződött némi meghatódás. Előadtak még pár számot, köztük egy rapet is.
2005 szeptemberében megjelent a Livin in the City, tovább bővítik a megszokott zenei stílusok palettáját a reggae-vel és tőlük, eddig szokatlan hangszerekkel, mint például szaxofonnal és harangjátékkal. Erről az albumról az első kislemezt és videóklipet  a MiCorazon c. számról készítették.
Legutóbbi magyarországi koncertjük 2006 nyarán volt a soproni Volt Fesztiválon.
2012. május 18-án felléptek a budapesti Hard Rock Café hivatalos megnyitóján is.
A zenélés mellett közös vállalkozásban még egy szemétszállító céget is üzemeltetnek.

## Tagok
Huey Morgan

születési idő: 1968. augusztus 8.

énekes/gitáros
Brian Leiser (Fast)

születési idő: 1972. március 29.

billentyűs hangszer/basszusgitár/fúvós hangszer
Steve Borovini
  
az együttes dobosa 1993-1999 között
Maxwell "Mackie" Jayson (ex-Bad Brains)

az együttes dobosa 1999-2003  között

Frank Benbini

az együttes dobosa 2003 óta

## Diszkográfia
(nagylemez, album)
- Hi-Fi Living, filmzene, 1995
- Come Find Yourself, 1996
- 100% Colombian, 1998 (Európa) / 1999 (USA)
- Mimosa, 1999
- Loco, 2001
- Welcome to Poppy's, 2003
- Livin' in the City, 2005
- Classic Fantastic, 2010

## DVD-kiadvány
- Love Ya Back, 2001

## Külső hivatkozások
- Hivatalos honlap

1. ↑  Interjú a FLC tagjaival. Est.hu